# نيكولاس جون بوا
نيكولاس جون بوا (بالإنجليزية: Nicholas John Bua)‏ (و. 1925 – 2002 م) هو محام، وقاضي من الولايات المتحدة الأمريكية .